# Tomboy
Tomboy – aplikacja służąca do tworzenia i zarządzania notatkami, napisana w C#. Od wersji 2.16 środowiska graficznego GNOME Tomboy jest jego aplikacją składową. 
Program pozwala na formatowanie treści notatki: pogrubienie, pochylenie, podkreślenie i podświetlenie tekstu oraz na zmianę rozmiaru czcionki. Ponadto, na podobieństwo Wikipedii, każde słowo w notatce może być linkiem do innej, a tytuł notatki w treści innej automatycznie do niej kieruje. Natomiast opcją jest "podświetlanie słów Wiki". Frazy napisane w ten sposób - PrzykładowyTekst, WikiPedia - zostają podświetlone, a kliknięcie w nie automatycznie utworzy notatkę o takiej właśnie nazwie. Tomboy korzysta z systemu wtyczek, które poszerzają możliwości programu. 
Aplikacja dostępna jest na licencji GNU LGPL.

## Możliwości Tomboya
- przeszukiwanie notatek
- wyświetlanie alfabetycznego spisu notatek
- dynamiczne sprawdzanie pisowni
- dowolny fragment tekstu w notatce może być linkiem do innej notatki
- adresy stron WWW i adresy e-mail automatycznie stają się hiperłączami
- formatowanie tekstu (pogrubienie, pochylenie, podkreślenie, podświetlenie, zmiana rozmiaru czcionki)

## Wtyczki
- ExportToHTML - eksport notatek do HTML
- PrintNotes - drukowanie notatek
- Evolution - współpraca z Evolution
- StickyNoteImport - import notatek z "Notatek" - innej aplikacji tego typu wchodzącej w skład GNOME